# 全日本リトルリーグ野球選手権大会
全日本リトルリーグ野球選手権大会（ぜんにっぽん・リトルリーグ・やきゅうせんしゅけんたいかい）は少年野球「リトルリーグ」の日本一を決定する大会である。

## 大会史
日本においてのリトルリーグは1955年ごろ、東京都を中心とした首都圏の5-6チームでスタートし、その後1959年にアメリカ人飛行士のビル・ハッチによって日本初の国際登録されたリーグが誕生される。1962年からリトルリーグ・ワールドシリーズ（世界リトルリーグ選手権）に日本代表チームの派遣を開始（第1回目の派遣チームは国立リトルリーグ）。1964年に野球の本場・アメリカ合衆国でリトルリーグ誕生25周年に当たることから、この年アメリカのリトルリーグ本部の呼びかけで「全日本リトルリーグ野球協会」（現・公益財団法人全日本リトル野球協会＜の分科会である「リトルリーグ委員会」＞）が誕生した。
1967年、全国規模のリトルリーグ実力日本一を決定す第1回全日本リトルリーグ野球選手権大会が東京都を中心とした首都圏で開催（2004年は阪神甲子園球場などを中心とした兵庫県、2015年は白河市を中心とした福島県で開催）。この大会で優勝したリーグ（チーム）には、その後アジア・太平洋リトルリーグ選手権大会の出場権が与えられ、更にその大会で優勝すればアメリカのペンシルバニア州の各地で行われるワールドシリーズの出場権を得られるという仕組みが取り入れられた。この記念すべき日本選手権第1回優勝に輝いた西東京リーグはその後のアジア・太平洋選手権、更にワールドシリーズを制し、日本チームとして史上初のリトルリーグ世界一の称号を手にした。
1970年代から、日本のリトルリーグ運動を推進していた三井物産に加えて、産経新聞・サンケイスポーツ・フジテレビジョンなどが中心となったフジサンケイグループ各社も協賛に加わり、さらに全国規模の大会としてのレベルアップが図られた。2006年からは明治製菓（現・明治・Meiji Seika ファルマ）が本大会に協賛し、同社のサプリメント「ザバス」の冠をつけた「ザバスカップ」として開催するようになった。大会には全国12の地区連盟ごとに行われる予選大会を勝ち抜いた16のリーグが参加し、トーナメント方式によって優勝を争う。2021年より優勝リーグには文部科学大臣杯が授与される。
2007年、これまで「アジア・オセアニアを合わせて1枠→アジアで1枠（他にオセアニアで1枠）」の形で、アジア・太平洋選手権に優勝しないと出場できなかったワールドシリーズへの出場枠が見直され、日本は独立した１枠として扱われることとなった。そのため、この大会で優勝し、国際大会の日本代表に選抜されたリーグは、直接ワールドシリーズ出場権を獲得できるようになった。
これまでワールドシリーズに日本からは19回（15リーグ）が出場権を獲得しており、そのうち9回（7リーグ）が世界チャンピオン、5回（5リーグ）の準優勝を記録している。中でも、東京北砂リーグは3回ワールドシリーズに進出し、2012年に史上初となる日本勢2回目の優勝（準優勝1回）を記録。また1967年（西東京リーグ）と1968年（和歌山リーグ）は、日本勢で史上初の連覇（日本勢連覇はその後2012年＜東京北砂リーグ＞と2013年＜武蔵府中リーグ＞が達成しているが、同一リーグの連覇はまだなし）を達成している。
1. ↑  当初はアジア・オセアニア全体で1枠。のちに2001年からアジアとオセアニアそれぞれで1枠の2チームに変更
2. ↑  法人登記上の現社名は後者。ザバスなど健康食品は前者が販売
3. ↑  これに付随して、日本以外のアジア・オセアニアは再びこの2つの地区で1枠に統合（2013年・中近東追加となり、アジア・中近東・オセアニアの3地区で1枠に変更）

## スポンサー
- 主催　公益財団法人日本リトルリーグ野球協会
- 主管　開催地のリトルリーグ連盟
- 特別協賛　JA共済
- 後援　三井物産、産経新聞、サンケイスポーツ、フジテレビジョン、スポーツ庁、開催する地方自治体（市区町村）とその教育委員会、開催都道府県のフジネットワーク系列放送局
- 協力　ミズノ、三井グループ・三井広報委員会、他開催地方自治体の企業・団体

## 歴代決勝戦結果
1967年に
1967年、第1回全日本選手権優勝決定戦が行なわれた。それ以前の1962年から1966年の間、日本は極東地区代表として出場していた。

| 年                     | 優勝チーム | 都市名                     | 準優勝チーム     | 都市名           | 出場地区           | ワールドシリーズ     | 特記事項 |
| ---------------------- | ---------- | -------------------------- | ---------------- | ---------------- | ------------------ | -------------------- | --- |
| 1961                   | 三沢       | 青森県青森市               |                  |                  | 太平洋（予選敗退） | -                    | |
| 1962                   | 国立       | 東京都国立市               |                  |                  | 極東（優勝）       | 第7位                | |
| 1963                   | 玉川       | 東京都世田谷区             |                  |                  | 極東（優勝）       | 文相の指示で派遣中止 | |
| 1964                   | 立川       | 東京都世田谷区             |                  |                  | 極東（優勝）       | 第4位                | |
| 1965                   | 荒川       | 東京都荒川区               |                  |                  | 極東（優勝）       | 第6位                | |
| 1966                   | 和歌山     | 和歌山県和歌山市           |                  |                  | 極東（優勝）       | 第4位                | |
| 全日本選手権優勝決定戦 |            |                            |                  |                  |                    |                      | |
| 1967                   | 西東京     | 東京都（所在市区町村不明） | 大阪西           | 大阪府大阪市     | 極東（優勝）       | 優勝                 | |
| 1968                   | 和歌山     | 和歌山県和歌山市           | リトル・ホークス | ?                | 極東（優勝）       | 優勝                 | 和歌山リーグ、ワールドシリーズにおいて日本勢全体で見た場合、初の連覇 |
| 1969                   | 調布       | 東京都調布市               | リトル・ホークス | ?                | 極東（2位）        | -                    | |
| 1970                   | 和歌山     | 和歌山県和歌山市           | 西東京           | 東京都調布市     | 極東（2位）        | -                    | 和歌山リーグ、初の複数回優勝 |
| 1971                   | 調布       | 東京都調布市               | 和歌山           | 和歌山県和歌山市 | 極東（2位）        | -                    | |
| 1972                   | 調布       | 東京都調布市               | 泉大津           | 滋賀県大津市     | 極東（2位）        | -                    | 調布リーグ、初の連覇 |
| 1973                   | 調布       | 東京都調布市               | 仙台南           | 宮城県仙台市     | 極東（3位）        | -                    | 調布リーグ、初の3連覇 |
| 1974                   | 調布       | 東京都調布市               | 練馬             | 東京都練馬区     | 極東（2位）        | -                    | 調布リーグ、初の4連覇 |
| 1975                   | 調布       | 東京都調布市               | 東京町田         | 東京都町田市     | 極東（2位）        | -                    | 調布リーグ、初の5連覇、現在も最多連覇記録 |
| 1976                   | 船橋       | 千葉県船橋市               | 狛江             | 東京都狛江市     | 極東（優勝）       | 優勝                 | 再度特例で全日本大会と極東大会代表決定戦が行われ、前大会優勝5連覇の調布リーグが今大会優勝の船橋リーグを下し日本代表となって極東大会で優勝し、ワールドシリーズに出場し優勝 |
| 1977                   | 調布       | 東京都調布市               | 東大阪           | 大阪府東大阪市   | 極東（2位）        | -                    | |
| 1978                   | 尼崎北     | 兵庫県尼崎市               | 杉並             | 東京都杉並区     | 極東（3位）        | -                    | |
| 1979                   | 摂津       | 大阪府摂津市               | 仙台中央         | 宮城県仙台市     | 極東（2位）        | -                    | |
| 1980                   | 杉並       | 東京都杉並区               | 和歌山           | 和歌山県和歌山市 | 極東（3位）        | -                    | |
| 1981                   | 中本牧     | 神奈川県横浜市             | 中野東           | 東京都中野区     | 極東（3位）        | -                    | |
| 1982                   | 調布       | 東京都調布市               | 港北             | 神奈川県横浜市   | 極東（3位）        | -                    | 調布リーグ、8回優勝、現在の最多複数回優勝記録 |
| 1983                   | 大阪淀川   | 大阪府大阪市               | 旭               | 神奈川県横浜市   | 極東（優勝）       | 第3位                | |
| 1984                   | 大正       | 大阪府大阪市               | 浜松             | 静岡県浜松市     | 極東（3位）        | -                    | |
| 1985                   | 保谷       | 東京都足立区               | 足立北           | 東京都           | 極東（2位）        | -                    | |
| 1986                   | 所沢       | 埼玉県所沢市               | 愛媛西           | 愛媛県           | 極東（2位）        | -                    | |
| 1987                   | 調布       | 東京都調布市               | 愛知岩倉         | 愛知県岩倉市     | 極東（3位）        | -                    | |
| 1988                   | 東大阪     | 大阪府東大阪市             | 名古屋東         | 愛知県名古屋市   | 極東（3位）        | -                    | |
| 1989                   | 摂津       | 大阪府摂津市               | 調布             | 東京都調布市     | 極東（4位）        | -                    | |
| 1990                   | 秦野       | 神奈川県秦野市             | 高石             | 大阪府高石市     | 極東（4位）        | -                    | |
| 1991                   | 大宮       | 埼玉県大宮市               | 高槻             | 大阪府高槻市     | 極東（2位）        | -                    | |
| 1992                   | 港         | 東京都港区                 | 蓮田             | 埼玉県蓮田市     | 極東（4位）        | -                    | |
| 1993                   | 墨田       | 東京都墨田区               | 熊本中央         | 熊本県中央町     | 極東（2位）        | -                    | |
| 1994                   | 江戸川南   | 東京都江戸川区             | 瀬谷             | 神奈川県横浜市   | 極東（3位）        | -                    | |
| 1995                   | 泉佐野     | 大阪府泉佐野市             | 緑中央           | 神奈川県横浜市   | 極東（2位）        | -                    | |
| 1996                   | 松阪       | 三重県松阪市               | 平塚             | 神奈川県平塚市   | 極東（3位）        | -                    | |
| 1997                   | 瀬谷       | 神奈川県横浜市             | 宝塚             | 兵庫県宝塚市     | 極東（優勝）       | 第3位                | |
| 1998                   | 鹿島       | 茨城県鹿嶋市               | 瀬谷             | 神奈川県横浜市   | 極東（優勝）       | 準優勝               | |
| 1999                   | 枚方       | 大阪府枚方市               | 兵庫播磨         | 兵庫県播磨町     | 極東（優勝）       | 優勝                 | |
| 2000                   | 武蔵府中   | 東京都府中市               | 小平             | 東京都小平市     | 極東（優勝）       | 第3位                | |
| 2001                   | 東京北砂   | 東京都江東区               | 名古屋北         | 愛知県名古屋市   | アジア（優勝）     | 優勝                 | |
| 2002                   | 仙台東     | 宮城県仙台市               | 宝塚             | 兵庫県宝塚市     | アジア（優勝）     | 準優勝               | |
| 2003                   | 武蔵府中   | 東京都府中市               | 調布             | 東京都調布市     | アジア（優勝）     | 優勝                 | |
| 2004                   | 仙台東     | 宮城県仙台市               | 東京北砂         | 東京都           | アジア（2位）      | -                    | |
| 2005                   | 千葉市     | 千葉県千葉市               | 岐阜東濃         | 岐阜県岐阜市     | アジア（優勝）     | 第4位                | |
| 2006                   | 川口       | 埼玉県川口市               | 武蔵府中         | 東京都府中市     | アジア（優勝）     | 準優勝               | |
| 2007                   | 東京北砂   | 東京都江東区               | 平塚             | 神奈川県平塚市   | 日本               | 準優勝               | |
| 2008                   | 江戸川南   | 東京都江戸川区             | 松阪             | 三重県松阪市     | 日本               | 第3位                | |
| 2009                   | 千葉市     | 千葉県千葉市               | 泉佐野           | 大阪府泉佐野市   | 日本               | 8強                  | |
| 2010                   | 江戸川南   | 東京都江戸川区             | 弘前青森         | 青森県弘前市     | 日本               | 優勝                 | |
| 2011                   | 浜松南     | 静岡県浜松市               | 瀬谷             | 神奈川県横浜市   | 日本               | 準優勝               | |
| 2012                   | 東京北砂   | 東京都江東区               | 松阪             | 三重県松阪市     | 日本               | 優勝                 | 東京北砂リーグ、ワールドシリーズにおいて史上初の日本勢同一リーグの複数回優勝                                                                                              |
| 2013                   | 武蔵府中   | 東京都府中市               | 宮城野           | 宮城県仙台市     | 日本               | 優勝                 | 武蔵府中リーグ、ワールドシリーズにおいて日本勢全体で見た場合、2回目の連覇                                                                                                 |
| 2014                   | 東京北砂   | 東京都江東区               | 豊中             | 大阪府豊中市     | 日本               | 第3位                | |
| 2015                   | 東京北砂   | 東京都江東区               | 八王子           | 東京都八王子市   | 日本               | 優勝                 | 東京北砂リーグ、1975年の調布リーグ以来40年ぶりとなる連覇 またワールドシリーズにおいて史上初の日本勢同一リーグの3回目優勝                                                  |
| 2016                   | 調布       | 東京都調布市               |                  |                  | 日本               | 13位タイ             | |
| 2017                   | 東京北砂   | 東京都江東区               |                  |                  | 日本               | 優勝                 | |
| 2018                   | 川口       | 埼玉県川口市               |                  |                  | 日本               | 第3位                | |
| 2019                   | 調布       | 東京都調布市               |                  |                  | 日本               | 第3位                | |
| 2020                   | -          | -                          |                  |                  | -                  | -                    | 新型コロナウイルス感染症の世界的流行のため中止 |
| 2021                   | 宝塚       | 宝塚市                     |                  |                  | -                  | -                    | ワールドシリーズは派遣中止 |
| 2022                   | 宝塚       | 宝塚市                     |                  |                  | 日本               | 13位タイ(未勝利)     | |
| 2023                   | 武蔵府中   | 東京都府中市               | 湘南             | 神奈川県藤沢市   | 日本               | 7位                  | タイ(3勝2敗) |
| 2024                   | 城北中野   | 中野区                     | 城東北砂         | 江東区           | 日本               | 国際準決勝敗退       | |
| 2025                   | 城東北砂   | 江東区                     | 横浜             |                  | 日本               | 国際敗退             | |

ワールドシリーズにおいて黄色は優勝、灰色は準優勝、茶色は第3位